# FC Mescheti Achalziche
Der FC Mescheti Achalziche (georgisch სკ მესხეთი ახალციხე) ist ein georgischer Fußballverein aus Achalziche. Der Verein spielte von 2007 bis 2009 in der höchsten Spielklasse Georgiens, der Umaghlessi Liga. In der Saison 2011/12 war er in der zweitklassigen Pirveli Liga aktiv.